# 永兴 (西晋)
永兴（304年十二月-306年六月）是西晋皇帝晋惠帝司马衷的第八个年号，由司馬穎掌權。共计3年。
永兴三年六月改元光熙元年。

## 纪年
| 永兴 | 元年     | 二年  | 三年          |
| ---- | -------- | ----- | ------------- |
| 公元 | 304年    | 305年 | 306年         |
| 干支 | 甲子     | 乙丑  | 丙寅          |
| 成汉 | 建兴元年 | 二年  | 三年 晏平元年 |
| 前赵 | 元熙元年 | 二年  | 三年          |

## 参看
- 中国年号索引
- 其他时期使用的永兴年号

| 前一年號： 永安 | 中国年号 | 下一年號： 光熙 |